# Sarcococca
Sarcococca es un género de 16-20 especies de plantas de flores perteneciente a la familia Buxaceae, nativo del este y sudeste de Asia y del  Himalaya.  Comprende 30 especies descritas y de estas, solo 7 aceptadas.

## Descripción
Son arbustos perennes de bajo crecimiento que alcanzan 1-2 m de altura. Las hojas son alternas de 3-12 cm de longitud y 1-4 cm ancho. Tienen flores olorosas que florecen en invierno. El fruto es una drupa roja o negra que contiene 1-3 semillas. Algunas especies son cultivadas como cubierta de jardines para áreas de sombra.  

## Taxonomía
El género fue descrito por John Lindley y publicado en Botanical Register; consisting of coloured . . . 1012. 1826. La especie tipo es: Sarcococca pruniformis Lindl.  

## Especies aceptadas
A continuación se brinda un listado de las especies del género Sarcococca aceptadas hasta octubre de 2013, ordenadas alfabéticamente. Para cada una se indica el nombre binomial seguido del autor, abreviado según las convenciones y usos.
- Sarcococca confertiflora Sealy
- Sarcococca longifolia M. Cheng & K.F. Wu
- Sarcococca longipetiolata M. Cheng
- Sarcococca orientalis C.Y. Wu
- Sarcococca ruscifolia Stapf
- Sarcococca vagans Stapf
- Sarcococca wallichii Stapf